# 자쿠로자카의 복수
자쿠로자카의 복수(柘榴坂の仇討, Revenge of the Pomegranate Tree Hill )는 일본에서 제작된 와카마츠 세츠로 감독의 2014년 모험, 드라마 영화이다. 나카이 키이치 등이 주연으로 출연하였다.

## 출연

### 주연
- 나카이 키이치
- 아베 히로시

### 조연
- 히로스에 료코
- 타카시마 마사히로
- 마토부 세이
- 요시다 에이사쿠
- 도친 요시쿠니
- 후지 타츠야

## 제작진
- 원작자: 아사다 지로
- 녹음: 오노데라 오사무
- 미술: 오가와 후미오